# Tour de Noruega 2024
La 13.ª edición del Tour de Noruega (oficialmente: Tour of Norway) se celebró entre el 23 al 26 de mayo de 2024 con inicio en la ciudad de Voss y final en la ciudad de Stavanger en Noruega. El recorrido constó de un total de 4 etapas sobre una distancia total de 645 km.
La prueba hizo parte del UCI ProSeries 2024 dentro de la categoría 2.Pro y fue ganada por el francés Axel Laurance del Alpecin-Deceuninck. Completaron el podio, como segundo y tercer clasificado respectivamente, el neerlandés Bart Lemmen del Visma | Lease a Bike y el noruego Adne Holter del Uno-X Mobility.

## Equipos participantes
Tomaron parte en la carrera 17 equipos: 7 de categoría UCI WorldTeam, 6 de categoría UCI ProTeam, 3 de categoría Continental y el equipo nacional noruego, formando así un pelotón de 101 ciclistas de los que acabaron 99. Los equipos participantes fueron:
| WorldTeams (7)- Alpecin-Deceuninck - Bora-Hansgrohe - Ineos Grenadiers - Intermarché-Wanty - Lidl-Trek - Team dsm-firmenich PostNL - Team Visma \| Lease a Bike ProTeams (6)- Bingoal WB - Q36.5 Pro Cycling Team - TDT-Unibet - Team Flanders-Baloise - Tudor Pro Cycling Team - Uno-X Mobility Equipos continentales (3)- ATT Investments - Project Echelon Racing - Team Coop-Repsol Equipo nacional- Noruega |
| |

## Recorrido
El Tour de Noruega dispuso de cuatro etapas para un recorrido total de 645 km.
| Etapa     | Fecha     | Recorrido             | type                   | Distancia (km) | Desnivel (m) | Ganador            | Líder         |
| --------- | --------- | --------------------- | ---------------------- | -------------- | ------------ | ------------------ | ------------- |
| 1.ª etapa | 23 de may | Voss – Voss           | etapa de media montaña | 142            | 2398 m       | Thibau Nys         | Thibau Nys    |
| 2.ª etapa | 24 de may | Odda – Gullingen      | etapa de media montaña | 205            | 3450 m       | Axel Laurance      | Axel Laurance |
| 3.ª etapa | 25 de may | Sola – Egersund       | etapa llana            | 173            | 1306 m       | Jordi Meeus        | Axel Laurance |
| 4.ª etapa | 26 de may | Stavanger – Stavanger | etapa escarpada        | 125            | 1458 m       | Alexander Kristoff | Axel Laurance |

## Desarrollo de la carrera

### 1.ª etapa
| Voss - Voss | etapa de media montaña | (142 km) |

| \| Clasificación de la etapa \| Clasificación de la etapa \| Clasificación de la etapa \| Clasificación de la etapa \| Clasificación de la etapa \| \| Ciclista \| Ciclista \| Equipo \| Tiempo \| \| \| ------------------------- \| ---------------------------- \| -------------------------- \| ------------------------- \| ------------------------- \| \| 1.º \| Thibau Nys \| Lidl-Trek \| 3 h 21 min 34 s \| \| \| 2.º \| Ådne Holter \| Uno-X Mobility \| + 4 s \| \| \| 3.º \| Axel Laurance \| Alpecin-Deceuninck \| + 4 s \| \| \| 4.º \| Bart Lemmen \| Team Visma \\| Lease a Bike \| + 6 s \| \| \| 5.º \| Mathias Vacek \| Lidl-Trek \| + 8 s \| \| \| 6.º \| Idar Andersen \| Uno-X Mobility \| + 8 s \| \| \| 7.º \| Marco Brenner \| Tudor Pro Cycling Team \| + 18 s \| \| \| 8.º \| Adrien Maire \| TDT-Unibet \| + 18 s \| \| \| 9.º \| Óscar Rodríguez Garaicoechea \| Ineos Grenadiers \| + 20 s \| \| \| 10.º \| Magnus Cort \| Uno-X Mobility \| + 20 s \| \| |                              |                            |                 |
| |                              |                            |                 |
| Fuente: ProCyclingStats |                              |                            |                 |
| Clasificación de la etapa |                              |                            |                 |
| Ciclista | Ciclista                     | Equipo                     | Tiempo          |
| 1.º | Thibau Nys                   | Lidl-Trek                  | 3 h 21 min 34 s |
| 2.º | Ådne Holter                  | Uno-X Mobility             | + 4 s           |
| 3.º | Axel Laurance                | Alpecin-Deceuninck         | + 4 s           |
| 4.º | Bart Lemmen                  | Team Visma \| Lease a Bike | + 6 s           |
| 5.º | Mathias Vacek                | Lidl-Trek                  | + 8 s           |
| 6.º | Idar Andersen                | Uno-X Mobility             | + 8 s           |
| 7.º | Marco Brenner                | Tudor Pro Cycling Team     | + 18 s          |
| 8.º | Adrien Maire                 | TDT-Unibet                 | + 18 s          |
| 9.º | Óscar Rodríguez Garaicoechea | Ineos Grenadiers           | + 20 s          |
| 10.º | Magnus Cort                  | Uno-X Mobility             | + 20 s          |

| \| Clasificación general \| Clasificación general \| Clasificación general \| Clasificación general \| Clasificación general \| \| Ciclista \| Ciclista \| Equipo \| Tiempo \| \| \| --------------------- \| ---------------------------- \| -------------------------- \| --------------------- \| --------------------- \| \| 1.º \| Thibau Nys \| Lidl-Trek \| 3 h 21 min 24 s \| \| \| 2.º \| Ådne Holter \| Uno-X Mobility \| + 8 s \| \| \| 3.º \| Axel Laurance \| Alpecin-Deceuninck \| + 10 s \| \| \| 4.º \| Bart Lemmen \| Team Visma \\| Lease a Bike \| + 16 s \| \| \| 5.º \| Mathias Vacek \| Lidl-Trek \| + 18 s \| \| \| 6.º \| Idar Andersen \| Uno-X Mobility \| + 18 s \| \| \| 7.º \| Marco Brenner \| Tudor Pro Cycling Team \| + 28 s \| \| \| 8.º \| Adrien Maire \| TDT-Unibet \| + 28 s \| \| \| 9.º \| Óscar Rodríguez Garaicoechea \| Ineos Grenadiers \| + 30 s \| \| \| 10.º \| Magnus Cort \| Uno-X Mobility \| + 30 s \| \| |                              |                            |                 |
| |                              |                            |                 |
| Fuente: ProCyclingStats |                              |                            |                 |
| Clasificación general |                              |                            |                 |
| Ciclista | Ciclista                     | Equipo                     | Tiempo          |
| 1.º | Thibau Nys                   | Lidl-Trek                  | 3 h 21 min 24 s |
| 2.º | Ådne Holter                  | Uno-X Mobility             | + 8 s           |
| 3.º | Axel Laurance                | Alpecin-Deceuninck         | + 10 s          |
| 4.º | Bart Lemmen                  | Team Visma \| Lease a Bike | + 16 s          |
| 5.º | Mathias Vacek                | Lidl-Trek                  | + 18 s          |
| 6.º | Idar Andersen                | Uno-X Mobility             | + 18 s          |
| 7.º | Marco Brenner                | Tudor Pro Cycling Team     | + 28 s          |
| 8.º | Adrien Maire                 | TDT-Unibet                 | + 28 s          |
| 9.º | Óscar Rodríguez Garaicoechea | Ineos Grenadiers           | + 30 s          |
| 10.º | Magnus Cort                  | Uno-X Mobility             | + 30 s          |

### 2.ª etapa
| Odda - Gullingen | etapa de media montaña | (205 km) |

| \| Clasificación de la etapa \| Clasificación de la etapa \| Clasificación de la etapa \| Clasificación de la etapa \| Clasificación de la etapa \| \| Ciclista \| Ciclista \| Equipo \| Tiempo \| \| \| ------------------------- \| ---------------------------- \| -------------------------- \| ------------------------- \| ------------------------- \| \| 1.º \| Axel Laurance \| Alpecin-Deceuninck \| 5 h 01 min 09 s \| \| \| 2.º \| Ethan Hayter \| Ineos Grenadiers \| + 0 s \| \| \| 3.º \| Bart Lemmen \| Team Visma \\| Lease a Bike \| + 0 s \| \| \| 4.º \| Mathias Vacek \| Lidl-Trek \| + 3 s \| \| \| 5.º \| Marco Brenner \| Tudor Pro Cycling Team \| + 5 s \| \| \| 6.º \| Ådne Holter \| Uno-X Mobility \| + 5 s \| \| \| 7.º \| Kamiel Bonneu \| Team Flanders-Baloise \| + 5 s \| \| \| 8.º \| Carl Fredrik Hagen \| Q36.5 Pro Cycling Team \| + 5 s \| \| \| 9.º \| Óscar Rodríguez Garaicoechea \| Ineos Grenadiers \| + 5 s \| \| \| 10.º \| Luca Vergallito \| Alpecin-Deceuninck \| + 15 s \| \| |                              |                            |                 |
| |                              |                            |                 |
| Fuente: ProCyclingStats |                              |                            |                 |
| Clasificación de la etapa |                              |                            |                 |
| Ciclista | Ciclista                     | Equipo                     | Tiempo          |
| 1.º | Axel Laurance                | Alpecin-Deceuninck         | 5 h 01 min 09 s |
| 2.º | Ethan Hayter                 | Ineos Grenadiers           | + 0 s           |
| 3.º | Bart Lemmen                  | Team Visma \| Lease a Bike | + 0 s           |
| 4.º | Mathias Vacek                | Lidl-Trek                  | + 3 s           |
| 5.º | Marco Brenner                | Tudor Pro Cycling Team     | + 5 s           |
| 6.º | Ådne Holter                  | Uno-X Mobility             | + 5 s           |
| 7.º | Kamiel Bonneu                | Team Flanders-Baloise      | + 5 s           |
| 8.º | Carl Fredrik Hagen           | Q36.5 Pro Cycling Team     | + 5 s           |
| 9.º | Óscar Rodríguez Garaicoechea | Ineos Grenadiers           | + 5 s           |
| 10.º | Luca Vergallito              | Alpecin-Deceuninck         | + 15 s          |

| \| Clasificación general \| Clasificación general \| Clasificación general \| Clasificación general \| Clasificación general \| \| Ciclista \| Ciclista \| Equipo \| Tiempo \| \| \| --------------------- \| ---------------------------- \| -------------------------- \| --------------------- \| --------------------- \| \| 1.º \| Axel Laurance \| Alpecin-Deceuninck \| 8 h 22 min 33 s \| \| \| 2.º \| Bart Lemmen \| Team Visma \\| Lease a Bike \| + 12 s \| \| \| 3.º \| Ådne Holter \| Uno-X Mobility \| + 13 s \| \| \| 4.º \| Mathias Vacek \| Lidl-Trek \| + 21 s \| \| \| 5.º \| Thibau Nys \| Lidl-Trek \| + 25 s \| \| \| 6.º \| Marco Brenner \| Tudor Pro Cycling Team \| + 33 s \| \| \| 7.º \| Óscar Rodríguez Garaicoechea \| Ineos Grenadiers \| + 35 s \| \| \| 8.º \| Ethan Hayter \| Ineos Grenadiers \| + 46 s \| \| \| 9.º \| Kamiel Bonneu \| Team Flanders-Baloise \| + 48 s \| \| \| 10.º \| Magnus Cort \| Uno-X Mobility \| + 52 s \| \| |                              |                            |                 |
| |                              |                            |                 |
| Fuente: ProCyclingStats |                              |                            |                 |
| Clasificación general |                              |                            |                 |
| Ciclista | Ciclista                     | Equipo                     | Tiempo          |
| 1.º | Axel Laurance                | Alpecin-Deceuninck         | 8 h 22 min 33 s |
| 2.º | Bart Lemmen                  | Team Visma \| Lease a Bike | + 12 s          |
| 3.º | Ådne Holter                  | Uno-X Mobility             | + 13 s          |
| 4.º | Mathias Vacek                | Lidl-Trek                  | + 21 s          |
| 5.º | Thibau Nys                   | Lidl-Trek                  | + 25 s          |
| 6.º | Marco Brenner                | Tudor Pro Cycling Team     | + 33 s          |
| 7.º | Óscar Rodríguez Garaicoechea | Ineos Grenadiers           | + 35 s          |
| 8.º | Ethan Hayter                 | Ineos Grenadiers           | + 46 s          |
| 9.º | Kamiel Bonneu                | Team Flanders-Baloise      | + 48 s          |
| 10.º | Magnus Cort                  | Uno-X Mobility             | + 52 s          |

### 3.ª etapa
| Sola - Egersund | etapa llana | (173 km) |

| \| Clasificación de la etapa \| Clasificación de la etapa \| Clasificación de la etapa \| Clasificación de la etapa \| Clasificación de la etapa \| \| Ciclista \| Ciclista \| Equipo \| Tiempo \| \| \| ------------------------- \| ------------------------- \| -------------------------- \| ------------------------- \| ------------------------- \| \| 1.º \| Jordi Meeus \| Bora-Hansgrohe \| 3 h 53 min 33 s \| \| \| 2.º \| Pavel Bittner \| Team dsm-firmenich PostNL \| + 0 s \| \| \| 3.º \| Alexander Kristoff \| Uno-X Mobility \| + 0 s \| \| \| 4.º \| Wout van Aert \| Team Visma \\| Lease a Bike \| + 0 s \| \| \| 5.º \| Elia Viviani \| Ineos Grenadiers \| + 0 s \| \| \| 6.º \| Sasha Weemaes \| Bingoal WB \| + 0 s \| \| \| 7.º \| Huub Artz \| Intermarché-Wanty \| + 0 s \| \| \| 8.º \| Mathias Vacek \| Lidl-Trek \| + 0 s \| \| \| 9.º \| Luc Wirtgen \| Tudor Pro Cycling Team \| + 0 s \| \| \| 10.º \| Halvor Utengen Sandstad \| Team Coop-Repsol \| + 0 s \| \| |                         |                            |                 |
| |                         |                            |                 |
| Fuente: ProCyclingStats |                         |                            |                 |
| Clasificación de la etapa |                         |                            |                 |
| Ciclista | Ciclista                | Equipo                     | Tiempo          |
| 1.º | Jordi Meeus             | Bora-Hansgrohe             | 3 h 53 min 33 s |
| 2.º | Pavel Bittner           | Team dsm-firmenich PostNL  | + 0 s           |
| 3.º | Alexander Kristoff      | Uno-X Mobility             | + 0 s           |
| 4.º | Wout van Aert           | Team Visma \| Lease a Bike | + 0 s           |
| 5.º | Elia Viviani            | Ineos Grenadiers           | + 0 s           |
| 6.º | Sasha Weemaes           | Bingoal WB                 | + 0 s           |
| 7.º | Huub Artz               | Intermarché-Wanty          | + 0 s           |
| 8.º | Mathias Vacek           | Lidl-Trek                  | + 0 s           |
| 9.º | Luc Wirtgen             | Tudor Pro Cycling Team     | + 0 s           |
| 10.º | Halvor Utengen Sandstad | Team Coop-Repsol           | + 0 s           |

| \| Clasificación general \| Clasificación general \| Clasificación general \| Clasificación general \| Clasificación general \| \| Ciclista \| Ciclista \| Equipo \| Tiempo \| \| \| --------------------- \| ---------------------------- \| -------------------------- \| --------------------- \| --------------------- \| \| 1.º \| Axel Laurance \| Alpecin-Deceuninck \| 12 h 16 min 06 s \| \| \| 2.º \| Bart Lemmen \| Team Visma \\| Lease a Bike \| + 12 s \| \| \| 3.º \| Ådne Holter \| Uno-X Mobility \| + 13 s \| \| \| 4.º \| Mathias Vacek \| Lidl-Trek \| + 21 s \| \| \| 5.º \| Thibau Nys \| Lidl-Trek \| + 25 s \| \| \| 6.º \| Marco Brenner \| Tudor Pro Cycling Team \| + 33 s \| \| \| 7.º \| Óscar Rodríguez Garaicoechea \| Ineos Grenadiers \| + 35 s \| \| \| 8.º \| Ethan Hayter \| Ineos Grenadiers \| + 46 s \| \| \| 9.º \| Kamiel Bonneu \| Team Flanders-Baloise \| + 48 s \| \| \| 10.º \| Magnus Cort \| Uno-X Mobility \| + 52 s \| \| |                              |                            |                  |
| |                              |                            |                  |
| Fuente: ProCyclingStats |                              |                            |                  |
| Clasificación general |                              |                            |                  |
| Ciclista | Ciclista                     | Equipo                     | Tiempo           |
| 1.º | Axel Laurance                | Alpecin-Deceuninck         | 12 h 16 min 06 s |
| 2.º | Bart Lemmen                  | Team Visma \| Lease a Bike | + 12 s           |
| 3.º | Ådne Holter                  | Uno-X Mobility             | + 13 s           |
| 4.º | Mathias Vacek                | Lidl-Trek                  | + 21 s           |
| 5.º | Thibau Nys                   | Lidl-Trek                  | + 25 s           |
| 6.º | Marco Brenner                | Tudor Pro Cycling Team     | + 33 s           |
| 7.º | Óscar Rodríguez Garaicoechea | Ineos Grenadiers           | + 35 s           |
| 8.º | Ethan Hayter                 | Ineos Grenadiers           | + 46 s           |
| 9.º | Kamiel Bonneu                | Team Flanders-Baloise      | + 48 s           |
| 10.º | Magnus Cort                  | Uno-X Mobility             | + 52 s           |

### 4.ª etapa
| Stavanger - Stavanger | etapa escarpada | (125 km) |

| \| Clasificación de la etapa \| Clasificación de la etapa \| Clasificación de la etapa \| Clasificación de la etapa \| Clasificación de la etapa \| \| Ciclista \| Ciclista \| Equipo \| Tiempo \| \| \| ------------------------- \| ------------------------- \| -------------------------- \| ------------------------- \| ------------------------- \| \| 1.º \| Alexander Kristoff \| Uno-X Mobility \| 2 h 39 min 04 s \| \| \| 2.º \| Jordi Meeus \| Bora-Hansgrohe \| + 0 s \| \| \| 3.º \| Wout van Aert \| Team Visma \\| Lease a Bike \| + 0 s \| \| \| 4.º \| Pavel Bittner \| Team dsm-firmenich PostNL \| + 0 s \| \| \| 5.º \| Lars Craps \| Team Flanders-Baloise \| + 0 s \| \| \| 6.º \| Axel Laurance \| Alpecin-Deceuninck \| + 0 s \| \| \| 7.º \| Marco Brenner \| Tudor Pro Cycling Team \| + 0 s \| \| \| 8.º \| Tyler Stites \| Project Echelon Racing \| + 0 s \| \| \| 9.º \| Huub Artz \| Intermarché-Wanty \| + 0 s \| \| \| 10.º \| Gijs Van Hoecke \| Intermarché-Wanty \| + 0 s \| \| |                    |                            |                 |
| |                    |                            |                 |
| Fuente: ProCyclingStats |                    |                            |                 |
| Clasificación de la etapa |                    |                            |                 |
| Ciclista | Ciclista           | Equipo                     | Tiempo          |
| 1.º | Alexander Kristoff | Uno-X Mobility             | 2 h 39 min 04 s |
| 2.º | Jordi Meeus        | Bora-Hansgrohe             | + 0 s           |
| 3.º | Wout van Aert      | Team Visma \| Lease a Bike | + 0 s           |
| 4.º | Pavel Bittner      | Team dsm-firmenich PostNL  | + 0 s           |
| 5.º | Lars Craps         | Team Flanders-Baloise      | + 0 s           |
| 6.º | Axel Laurance      | Alpecin-Deceuninck         | + 0 s           |
| 7.º | Marco Brenner      | Tudor Pro Cycling Team     | + 0 s           |
| 8.º | Tyler Stites       | Project Echelon Racing     | + 0 s           |
| 9.º | Huub Artz          | Intermarché-Wanty          | + 0 s           |
| 10.º | Gijs Van Hoecke    | Intermarché-Wanty          | + 0 s           |

## Clasificaciones finales
- Las clasificaciones finalizaron de la siguiente forma:[1]

### Clasificación general
| \| Clasificación general \| Clasificación general \| Clasificación general \| Clasificación general \| Clasificación general \| \| Ciclista \| Ciclista \| Equipo \| Tiempo \| \| \| --------------------- \| ---------------------------- \| -------------------------- \| --------------------- \| --------------------- \| \| 1.º \| Axel Laurance \| Alpecin-Deceuninck \| 14 h 55 min 10 s \| \| \| 2.º \| Bart Lemmen \| Team Visma \\| Lease a Bike \| + 12 s \| \| \| 3.º \| Ådne Holter \| Uno-X Mobility \| + 13 s \| \| \| 4.º \| Mathias Vacek \| Lidl-Trek \| + 21 s \| \| \| 5.º \| Marco Brenner \| Tudor Pro Cycling Team \| + 33 s \| \| \| 6.º \| Óscar Rodríguez Garaicoechea \| Ineos Grenadiers \| + 40 s \| \| \| 7.º \| Ethan Hayter \| Ineos Grenadiers \| + 46 s \| \| \| 8.º \| Magnus Cort \| Uno-X Mobility \| + 52 s \| \| \| 9.º \| Kamiel Bonneu \| Team Flanders-Baloise \| + 53 s \| \| \| 10.º \| Carl Fredrik Hagen \| Q36.5 Pro Cycling Team \| + 54 s \| \| |                              |                            |                  |
| |                              |                            |                  |
| Fuente: ProCyclingStats |                              |                            |                  |
| Clasificación general |                              |                            |                  |
| Ciclista | Ciclista                     | Equipo                     | Tiempo           |
| 1.º | Axel Laurance                | Alpecin-Deceuninck         | 14 h 55 min 10 s |
| 2.º | Bart Lemmen                  | Team Visma \| Lease a Bike | + 12 s           |
| 3.º | Ådne Holter                  | Uno-X Mobility             | + 13 s           |
| 4.º | Mathias Vacek                | Lidl-Trek                  | + 21 s           |
| 5.º | Marco Brenner                | Tudor Pro Cycling Team     | + 33 s           |
| 6.º | Óscar Rodríguez Garaicoechea | Ineos Grenadiers           | + 40 s           |
| 7.º | Ethan Hayter                 | Ineos Grenadiers           | + 46 s           |
| 8.º | Magnus Cort                  | Uno-X Mobility             | + 52 s           |
| 9.º | Kamiel Bonneu                | Team Flanders-Baloise      | + 53 s           |
| 10.º | Carl Fredrik Hagen           | Q36.5 Pro Cycling Team     | + 54 s           |

### Clasificación de la montaña
| Clasificación de la montaña | Clasificación de la montaña | Clasificación de la montaña | Clasificación de la montaña | Clasificación de la montaña |
| Ciclista                    | Ciclista                    | Equipo                      | Puntos                      |                             |
| --------------------------- | --------------------------- | --------------------------- | --------------------------- | --------------------------- |
| 1.º                         | Eirik Vang Aas              | Noruega                     | 22 pts                      |                             |
| 2.º                         | Filip Řeha                  | ATT Investments             | 18 pts                      |                             |
| 3.º                         | Ådne Holter                 | Uno-X Mobility              | 14 pts                      |                             |
| 4.º                         | Hannes Wilksch              | Tudor Pro Cycling Team      | 12 pts                      |                             |
| 5.º                         | Halvor Utengen Sandstad     | Team Coop-Repsol            | 12 pts                      |                             |
| 6.º                         | Axel Laurance               | Alpecin-Deceuninck          | 11 pts                      |                             |
| 7.º                         | Bart Lemmen                 | Team Visma \| Lease a Bike  | 11 pts                      |                             |
| 8.º                         | Lennert Teugels             | Bingoal WB                  | 11 pts                      |                             |
| 9.º                         | Marco Brenner               | Tudor Pro Cycling Team      | 10 pts                      |                             |
| 10.º                        | Mathias Vacek               | Lidl-Trek                   | 9 pts                       |                             |

### Clasificación de los jóvenes
| Clasificación del mejor joven | Clasificación del mejor joven | Clasificación del mejor joven | Clasificación del mejor joven | Clasificación del mejor joven |
| Ciclista                      | Ciclista                      | Equipo                        | Tiempo                        |                               |
| ----------------------------- | ----------------------------- | ----------------------------- | ----------------------------- | ----------------------------- |
| 1.º                           | Mathias Vacek                 | Lidl-Trek                     | 14 h 55 min 31 s              |                               |
| 2.º                           | Marco Brenner                 | Tudor Pro Cycling Team        | + 12 s                        |                               |
| 3.º                           | Huub Artz                     | Intermarché-Wanty             | + 34 s                        |                               |
| 4.º                           | Thibau Nys                    | Lidl-Trek                     | + 1 min 12 s                  |                               |
| 5.º                           | Tijmen Graat                  | Team Visma \| Lease a Bike    | + 1 min 15 s                  |                               |
| 6.º                           | Alexander Hajek               | Bora-Hansgrohe                | + 1 min 33 s                  |                               |
| 7.º                           | Andrew August                 | Ineos Grenadiers              | + 2 min 10 s                  |                               |
| 8.º                           | Francesco Busatto             | Intermarché-Wanty             | + 4 min 48 s                  |                               |
| 9.º                           | Dylan Vandenstorme            | Team Flanders-Baloise         | + 5 min 03 s                  |                               |
| 10.º                          | Trym Brennsæter               | Noruega                       | + 5 min 59 s                  |                               |

### Clasificación por equipos
| Clasificación por equipos | Clasificación por equipos  | Clasificación por equipos | Clasificación por equipos |
| Equipo                    | Equipo                     | Tiempo                    |                           |
| ------------------------- | -------------------------- | ------------------------- | ------------------------- |
| 1.º                       | Uno-X Mobility             | 44 h 47 min 45 s          |                           |
| 2.º                       | Team Visma \| Lease a Bike | + 47 s                    |                           |
| 3.º                       | Ineos Grenadiers           | + 1 min 48 s              |                           |
| 4.º                       | Alpecin-Deceuninck         | + 2 min 04 s              |                           |
| 5.º                       | Team Flanders-Baloise      | + 2 min 55 s              |                           |
| 6.º                       | Q36.5 Pro Cycling Team     | + 5 min 14 s              |                           |
| 7.º                       | Intermarché-Wanty          | + 5 min 23 s              |                           |
| 8.º                       | Lidl-Trek                  | + 6 min 54 s              |                           |
| 9.º                       | Tudor Pro Cycling Team     | + 7 min 24 s              |                           |
| 10.º                      | Bora-Hansgrohe             | + 8 min 31 s              |                           |

## Evolución de las clasificaciones
| Etapa                   |                         | Ganador _          | Clasificación general | Montaña        | Jóvenes       | Equipo _       |
| ----------------------- | ----------------------- | ------------------ | --------------------- | -------------- | ------------- | -------------- |
| 1.ª etapa               | etapa de media montaña  | Thibau Nys         | Thibau Nys            | Eirik Vang Aas | Thibau Nys    | Uno-X Mobility |
| 2.ª etapa               | etapa de media montaña  | Axel Laurance      | Axel Laurance         | Eirik Vang Aas | Mathias Vacek | Uno-X Mobility |
| 3.ª etapa               | etapa llana             | Jordi Meeus        | Axel Laurance         | Eirik Vang Aas | Mathias Vacek | Uno-X Mobility |
| 4.ª etapa               | etapa escarpada         | Alexander Kristoff | Axel Laurance         | Eirik Vang Aas | Mathias Vacek | Uno-X Mobility |
| Clasificaciones finales | Clasificaciones finales |                    | Axel Laurance         | Eirik Vang Aas | Mathias Vacek | Uno-X Mobility |

## UCI World Ranking
El Tour de Noruega otorgó puntos para el UCI World Ranking para corredores de los equipos en las categorías UCI WorldTeam, UCI ProTeam y Continental. Las siguientes tablas son el baremo de puntuación y los diez corredores que obtuvieron más puntos:
| Posición              | 1.º | 2.º | 3.º | 4.º | 5.º | 6.º | 7.º | 8.º | 9.º | 10.º | 11.º | 12.º | 13.º | 14.º | 15.º | 16.º-30.º | 31.º-40.º |
| Clasificación general | 200 | 150 | 125 | 100 | 85  | 70  | 60  | 50  | 40  | 35   | 30   | 25   | 20   | 15   | 10   | 5         | 3         |
| Por etapa             | 20  | 15  | 10  | 5   | 3   |     |     |     |     |      |      |      |      |      |      |           |           |
| Líder                 | 5   |     |     |     |     |     |     |     |     |      |      |      |      |      |      |           |           |

| Clasificación |                    |                       |         |       |       |       |
| Posición      | Ciclista           | Equipo                | General | Etapa | Líder | Total |
| ------------- | ------------------ | --------------------- | ------- | ----- | ----- | ----- |
| 1.º           | Axel Laurance      | Alpecin-Deceuninck    | 200     | 30    | 10    | 240   |
| 2.º           | Bart Lemmen        | Visma \| Lease a Bike | 150     | 15    | -     | 165   |
| 3.º           | Adne Holter        | Uno-X Mobility        | 125     | 15    | -     | 140   |
| 4.º           | Mathias Vacek      | Lidl-Trek             | 100     | 8     | -     | 108   |
| 5.º           | Marco Brenner      | Tudor                 | 85      | 3     | -     | 88    |
| 6.º           | Ethan Hayter       | INEOS Grenadiers      | 60      | 15    | -     | 75    |
| 7.º           | Óscar Rodríguez    | INEOS Grenadiers      | 70      | -     | -     | 70    |
| 8.º           | Magnus Cort        | Uno-X Mobility        | 50      | -     | -     | 50    |
| 9.º           | Kamiel Bonneu      | Flanders-Baloise      | 40      | -     | -     | 40    |
| 10.º          | Carl Fredrik Hagen | Q36.5                 | 35      | -     | -     | 35    |